# Leichtathletik-Weltmeisterschaften 2013/Teilnehmer (Tunesien)
| Gelbes Symbol für Goldmedaillen mit stilisierten Olympischen Ringen | Graues Symbol für Silbermedaillen mit stilisierten Olympischen Ringen | Braundes Symbol für Bronzemedaillen mit stilisierten Olympischen Ringen |
| ------------------------------------------------------------------- | --------------------------------------------------------------------- | ----------------------------------------------------------------------- |
| —                                                                   | —                                                                     | —                                                                       |

Der Leichtathletik-Verband Tunesiens stellte vier Teilnehmer bei den Leichtathletik-Weltmeisterschaften 2013 in der russischen Hauptstadt Moskau.

## Ergebnisse

### Männer

#### Laufdisziplinen
| Athlet          | Disziplin        | Vorlauf | Vorlauf | Halbfinale | Halbfinale | Finale    | Finale |
| Athlet          | Disziplin        | Zeit    | Platz   | Zeit       | Platz      | Zeit      | Platz  |
| --------------- | ---------------- | ------- | ------- | ---------- | ---------- | --------- | ------ |
| Amor Ben Yahia  | 3000 m Hindernis | DNS     | DNS     | –––        | –––        | –––       | –––    |
| Wissem Hosni    | Marathon         |         |         |            |            | DNF       | DNF    |
| Hatem Ghoula    | 20 km Gehen      |         |         |            |            | 1:25:41 h | 27     |
| Hassanine Sebei | 20 km Gehen      |         |         |            |            | DNS       | DNS    |